# كوبا ليبرتادوريس 1960
كأس ليبرتادوريس 1960 (بالإنجليزية: 1960 Copa Libertadores) هو أول موسم من كأس أبطال أمريكا الجنوبية، والذي عُرف لاحقًا بـ كأس ليبرتادوريس. أقيم خلال الفترة 19 أبريل 1960 وحتى 19 يونيو 1960، وبمشاركة 7 فرق، وفاز فيه بنيارول. فاز بجائزة الهداف لاعب فريق بنيارول ألبرتو سبنسر، بإجمالي 7 أهداف.

## الفرق
شارك في البطولة 7 فرق من 7 اتحادات كرة قدم في أمريكا الجنوبية: سان لورينزو، خورخي ويلسترمان، باهيا، جامعة تشيلي، ميلوناريوس، أوليمبيا أسونسيون، بنيارول.
| المركز | فريق              | لعب | ف | ت | خ | له | عليه | ف.أ | نقاط | ملاحظة |
| ------ | ----------------- | --- | - | - | - | -- | ---- | --- | ---- | ------ |
| 1      | بنيارول           |     |   |   |   |    |      |     |      |        |
| 2      | أوليمبيا أسونسيون |     |   |   |   |    |      |     |      |        |

## ترتيب الهدافين
| اللاعب  | النادي       | عدد الأهداف |
| ------- | ------------ | ----------- |
| بنيارول | ألبرتو سبنسر | 7           |

## قائمة الهدافين
| مركز | لاعب             | فريق        | أهداف |
| ---- | ---------------- | ----------- | ----- |
| 1    | ألبرتو سبنسر     | بينارول     | 7     |
| 2    | روبين بيزارو     | مليوناريوس  | 4     |
| 2    | خوسيه سانفيليبو  | سان لورينزو | 4     |
| 4    | لويس كوبيلا      | بينارول     | 3     |
| 5    | كارلوس بورخيس    | بينارول     | 2     |
| 5    | لويس دولدان ‏     | أوليمبيا    | 2     |
| 5    | مارينو كلينجر    | مليوناريوس  | 2     |
| 5    | هيبوليتو ريكالدي | أوليمبيا    | 2     |

## النهائي
وصل إلى النهائي النادي الأوروغواني بينارول والباراغواني أوليمبيا وأقيمت مباراة الذهاب في 12 يونيو 1960 والإياب في 19 يونيو. فاز بينارول وحقق اللقب الأول في البطولة.